# 绿鳍马面鲀
绿鳍马面鲀（学名：Thamnaconus septentrionalis）又名，为單棘魨科马面鲀属的鱼类，俗名橡皮鱼、剥皮鱼、耗儿鱼。分布于朝鲜、日本、印度洋非洲东岸以及中国东海、黄海、上海地区见于长江口等海域，属于外海近底层鱼类。其常生活于栖息水深50-120米，體長可達23公分。该物种的模式产地在烟台。